# Arthur Arnsten
Arthur Sigfrid Hieronymus Arnsten, född 30 september 1894 i Hällaryds församling, Blekinge län, död 29 december 1983 i Tyresö församling, Stockholms län, var en svensk väg- och vattenbyggnadsingenjör.
Efter reservofficersexamen 1916 och examen från Chalmers tekniska läroanstalt i Göteborg 1920 var Arnsten biträdande ingenjör vid Arvika stads ingenjörskontor 1920–25, stadsingenjör i Hjo stad 1925–27, i Sollefteå stad 1927–35, stadsingenjör och byggnadschef i Söderhamns stad från 1935 samt stadsingenjör och fastighetschef i sistnämnda stad 1951–60 (han efterträddes av Bengt Hellman). Han var kapten i Väg- och vattenbyggnadskåren från 1943 och riddare av Vasaorden från 1946.